# 克里斯坦语
克里斯坦语（“讲Kristang”或）是葡萄牙-马来族混血克里斯坦人说的一种克里奥尔语，主要分布在马来西亚马六甲。
克里斯坦语也被称作 或 （“基督徒”）、 （“马六甲葡萄牙语”）、 （“母语”）或 （“语言”）。当地人和大多数克里斯坦社区称自己的语言为“Portugis”。
在联合国教科文组织出版的《濒危语言红皮书》(2010)中，克里斯坦语被归为“严重濒危”语言，使用者仅有两千人。截至2014年，关注克里斯坦语的语言学家普遍认为使用者人数当少于一千。马六甲有约750名使用者:16，新加坡另有约100名。马来西亚吉隆坡及槟城的葡萄牙欧亚混血社区也有少量使用者，澳大利亚西部珀斯、加拿大、英国及其他地方的流散社区亦有分布。

## 历史

### 起源
克里斯坦语起源于1511年葡萄牙帝国征服马六甲苏丹国后。到1642年被荷兰人接管前，马六甲与果阿及霍尔木兹岛一样都是葡萄牙贸易和行政网络中的重要港口之一，使葡萄牙得以控制亚洲的主要贸易路线。那时马六甲的通用语是一种皮钦化的马来仄迪克里奥尔语，主要在爪哇人、泰米尔人和福建人组成的外国社区使用。15、16世纪葡萄牙人和其他国家的商人（如印度）的往来最终催生了克里斯坦语，是众多葡萄牙语克里奥尔语之一。也有人认为克里斯坦语之前就已经有一种基于葡萄牙语的皮钦语。
克里斯坦语使用者社区主要是由葡萄牙男子和当地妇女间异族通婚组成，也有少量来自葡属印度的移民，他们自己也是葡萄牙印度裔的混血。葡萄牙官员在殖民地劳动力短缺的情况下提倡异族通婚，催生了第一批以克里斯坦语为母语的人，以及克里奥尔化的发展。:4–47
即使葡萄牙在1641年失去了马六甲和几乎所有的联系，克利斯坦社区也基本上保留了其语言。17世纪中期，马六甲的人口结构仍然以葡萄牙人为主，即使在荷兰治下也是如此。教会兄弟（Irmang di Greza）是克利斯坦文化中语言、宗教间的纽带，尽管荷兰人明令禁止，但他们还是充当了牧师和残余葡萄牙人口间的中介。在马六甲，礼拜和牧师会议都是用克利斯坦语进行的，这使得克利斯坦语存续到了20世纪末。
由于马六甲被荷兰帝国征服后，大量难民自马六甲迁入澳门，克里斯坦语也对澳门的克里奥尔语澳门土生葡语产生了深刻影响。

### 克里斯坦语的衰落
荷兰因1824年的英荷条约将马六甲割让给英国，这直接导致了克利斯坦语的衰落。到19世纪中期，许多克里斯坦人涌向新的殖民者提供的文职，克里斯坦语的使用因而出现了下降。此外，该地区富裕程度的提高意味着更多工作机会，导致许多克里斯坦人迁离马六甲。此外，学校也不教授这种语言，尽管有些教会服务仍用克利斯坦语。
克里斯坦语于19世纪20年代伴随着大量欧亚混血移民从马六甲的迁入到达新加坡。这在新加坡产生了一个足够庞大的克里斯坦语社区，以至于足以被分析为一种新的葡萄牙克里奥尔语。然而新加坡克里斯坦语很少能得到承认，特别是1965年国家获得独立之后英语成为唯一的教育语言，及社会大部分领域使用的主要语言之后。此时克里斯坦语的代际传承几乎完全中断了。
克利斯坦语的保持很大程度上可归因于它与葡萄牙人的主导宗教以及他们在16至19世纪末的社区中的相对社会地位的联系。由于其他地方有更好的社会经济条件，讲克利斯坦语的核心社区逐渐遭到蚕食。二战后，新一代天主教牧师来到这里，取代战前被处决的牧师，他们对克利斯坦语言和文化不太敏感。最终，克利斯坦与宗教之间的联系被切断了。
移民海外和与其他民族的通婚也使克里斯坦语人口离开葡萄牙定居点，到马来西亚其他地区生活和工作。此外以克利斯坦语为主的中产阶级出于现实原因逐渐开始讲英语，增强了了英语的威信。讲英语逐渐变成就业的关键，这促进了克利斯坦语传授的中断。

### 语言复兴工作
克里斯坦语正面临着社区内语言使用急速下降的窘境。由于Kristang的威望和可及性降低，社群语言明显转向英语和马来语。近年来，在新加坡和马六甲的葡萄牙人定居点的振兴工作已经开始，且取得了部分成功，使讲不同流利程度的克里斯坦语的人数几乎增加了两倍。

#### 新加坡
新加坡克里斯坦语振兴主要归功于Kevin Martens Wong领导的Kodrah Kristang （页面存档备份，存于）（“觉醒，克里斯坦”）运动。这项长期振兴计划旨在通过补充课程和提供在线材料向新一代学习者传授该语言，从而使其恢复活力。Kodrah Kristang最初起步于一个14人的小团体，发展为一个彻底的克里斯坦语振兴规划，称为Kaminyu di Kodramintu（觉醒之路）。该计划有两方面目标：首先，它试图从75-100名老年人建立一个由50-100名新成年人组成的可观语言库，他们已把克里斯坦语作为第二语言。随后，重点将放在代际传承上。这些步骤及规划是根据与其他振兴语言如夏威夷语的比较得出的。2017年，他们还举办了首届克里斯坦语语言节，参会者多达1400人，其中包括新加坡的葡萄牙欧亚混血和新加坡副总理张志贤。
克里斯坦语语言节上还推出了克里斯坦语在线词典，这个项目名为Pinchah Kristang，由Luís Morgado da Costa基于南洋理工大学的WordNet系统研发。这本词典还支持另一项名为Jardinggu（克里斯坦词汇孵化库）的项目。Jardinggu于2017年4月启动，为便于向克里斯坦语词典添加新词提供了一个方法。Kodrah社区通过这一举措提交了约320个新词，这些概念以前由英语借词代称。

#### 马六甲
位于葡萄牙人定居点，或称Padri sa Chang（“牧师之地”）的克里斯坦语社区能主持更持久的振兴工作，并向非欧亚混血的马来西亚人宣传自己及语言。特别是通过Joan Margaret Marbeck编的克里斯坦语文本、故事及常用短语手册，以及社区外个人及组织的投资与兴趣。Joan Marbeck已主持编辑了三册出版物：Ungu Adanza（“一份遗产”）、Linggu Mai（“母语”）及克里斯坦语短语手册。她还编写了克里斯坦语可能唯一的戏剧作品，称作Seng Marianne（“没有玛丽安娜”），且在克里斯坦语音乐剧Kazamintu no Praiya（“海滩婚礼”）中发挥了重要作用。
在社区内，人们在学术界的帮助下，努力推广他们的文化和克利斯坦语。1988年，Alan Baxter根据他在该社区的考察，出版了《克利斯坦语法》。这本书也对后来许多克利斯坦语研究产生了重大影响。
里斯本Calouste Gulbenkian基金会也给予了支持，Marbeck的克里斯坦语材料就是有他们的帮助才得以出版。马来亚大学和Stefanie Pillai博士等语言学家也给予了支持，他们制作了克里斯坦语颂歌的CD，并计划为初学者编写克里斯坦语教科书。
他们与马六甲葡萄牙-欧亚协会(MPEA)主席Michael Gerald Singho共同出版了一部教科书Beng Prende Portugues Malaká (Papiá Cristang)（“来吧，来学马六甲葡萄牙语吧”），供想学习克里斯坦语的人使用。该协会还有一个活跃的Facebook账号，旨在分享和推广与克里斯坦语言及生活方式有关的信息。

## 词汇
克里斯坦语有大量葡萄牙语借词，但常有大幅度截断。克里斯坦语和其它葡萄牙语克里奥尔语，如印度尼西亚和东帝汶近乎灭绝的克里奥尔语有着很多共同点。其词汇也有许多是汉语、印度语言和马来语来源。
| 词义     | 克里斯坦语 | 原词     | 来自     |
| -------- | ---------- | -------- | -------- |
| 虾酱     | blacan     | belacan  | 马来语   |
| 手杖     | tongkah    | tongkat  | 马来语   |
| 锄头     | changkol   | cangkul  | 马来语   |
| 水母     | ampeh      | ampai    | 马来语   |
| 腰布     | kachu      | katchu   | 泰米尔语 |
| 酸橙     | churutu    | surutu   | 泰米尔语 |
| 祖父     | tata       | thatha   | 泰米尔语 |
| 抹刀     | chengsi    | chiensi  | 闽南语   |
| 灯       | aloleng    | leng tsu | 闽南语   |
| 露天餐厅 | kolau      | kou lau  | 粤语     |
| 女修道院 | konventu   | convento | 葡萄牙语 |
| 医院     | ospital    | hospital | 葡萄牙语 |
| 厕所     | kakus      | kakhuis  | 荷兰语   |
| 墓碑     | kelda      | kelder   | 荷兰语   |

克里斯坦语中，葡萄牙语词根词经历音位变换形成新词的手段很常见，如：
- 葡萄牙语 gordo → 克里斯坦语godru “胖”

## 书写系统
克利斯坦语过去和现在很大程度上都是一种口头语言，从未在学校里正式教授过。除个别人士，如语言学家和葡萄牙传教士外，该语言很少得到书写。现有的大多数文本都是宗教性质的，并以葡萄牙语正字法经过某种修改写成。
一般而言，试图拼写克里斯坦语的做法可分为三大类：
1. 基于葡萄牙语正写法
19、20世纪基于现代葡萄牙语的正字法的使用有所增加（如Rego (1942)），这主要是因为人们认为克里斯坦语是一种葡萄牙语，而不是一种基于古葡萄牙语的独特克里奥尔语。其特点是使用附加符号，如尖音符（á、é、í、ó、ú）。该系统也被一些母语为克里斯坦语的人采用。
2. 基于葡萄牙语、英语和马来语拼写的混合拼写
其他使用者则使用受葡萄牙语、英语和马来语正字法影响的系统。但该系统在表达克利斯坦语语音方面不一致，无论使用者讲不讲克利斯坦语，都无法立即理解。
3. 基于马来语正字法
马来语和克利斯坦语语音有许多相似之处，这也导致了这两种语言在正字法上的内在相似性。1973年，Ian F. Hancock(1973:25)提出了第一个关于设立克里斯坦语标准正字法的提议，他认识到了马来语和克里斯坦语的这一关系，并提倡以马来语正字法为基础的正字法，这能使人快速掌握克利斯坦语的读写。
Alan N. Baxter在《克里斯坦语语法》一书中采用的就是基于马来语字母的正字法。Joan Margaret Marbeck1995年出版的Ungua Andanza一书也采用了这种方法，其正字法是以葡-马来语为基础编写的。
正字法的选择意义重大，因为克利斯坦语的维护将取决于新增的活跃克利斯坦语使用者的数量。而目前，正字法由于不一致、难以理解，严重阻碍了克利斯坦语的振兴工作。虽然存在相对有价值的克里斯坦文化历史著作，但由于其正字法不合规范，社区很难阅读。由于书面马来语不仅在马来西亚而且在其他马来语国家都能被许多识字的人理解，许多后来的研究都主张采用源于马来语的正字法，这可能有利于增加该语言的生存前景。

## 音系
克利斯坦的声学和发音特性还没有得到广泛的研究。Hancock (1969, 1973)、Batalha (1981)和最近的Baxter (1988)对其音系进行了简要描述。总的来说，克里斯坦语音素与标准马来语的音素有很大的相似之处。

### 辅音
|           |           | 唇音 | 齿龈音 | 硬颚音 | 软腭音 |
| --------- | --------- | ---- | ------ | ------ | ------ |
| 塞音      | 清        | p    | t      |        | k      |
| 塞音      | 浊        | b    | d      |        | ɡ      |
| 塞擦音    | 清        |      |        | tʃ     |        |
| 塞擦音    | 浊        |      |        | dʒ     |        |
| 擦音      | 清        | f    | s      |        |        |
| 擦音      | 浊        | v    | z      |        |        |
| 鼻音      | 鼻音      | m    | n      | ɲ      | ŋ      |
| 闪音/颤音 | 闪音/颤音 |      | r      |        |        |
| 边音      | 边音      |      | l      |        |        |

1. ↑  Baxter (1988)记作/c/，Hancock (1973)记作ch。
2. ↑  Baxter (1988)记作/ñ/，Hancock (1973)记作ny。
3. ↑  Baxter (1988)记作/ng/。

正字法注释：

基于马来语字母的正字法中，有以下音素不按音标直接转写：
- /ɲ/记作⟨ny⟩
- /ŋ/记作⟨ng⟩
- /tʃ/记作⟨c⟩（或⟨ch⟩，见于1972年前一封马来语信件）
- /dʒ/记作⟨j⟩

⟨ch⟩开头的葡萄牙语词在现代葡萄牙语中读作[ʃ]，而克里斯坦语中常作[tʃ]，如：
- 葡萄牙语 chegar /ʃəˈɡar/ → 克里斯坦语chegak /tʃəɡak/ “2”
- 葡萄牙语 chuva /ˈʃuvɐ/ → 克里斯坦语chua /tʃua/ “雨”

这可能是马来语的影响，也可能是因为克里斯坦语保留了古葡萄牙语的[tʃ]读音。另外葡萄牙北部方言也保留了葡萄牙语的[tʃ]。

#### 语音对立
Baxter (1988)特别提到了克里斯坦语辅音系统中各音位对立。
塞音与塞擦音在词首及词中的对立。
| 唇音     | 唇音        |  | 齿音        | 齿音       |  | 软腭音      | 软腭音          |
| -------- | ----------- |  | ----------- | ---------- |  | ----------- | --------------- |
| 词首     | 词中        |  | 词首        | 词中       |  | 词首        | 词中            |
| pai “父” | kapa “阉割” |  | teng “有过” | ati “直到” |  | kaba “结束” | saku “袋子”     |
| bai “去” | kaba “结束” |  | deng “干魟” | adi “鸭子” |  | gaba “颂歌” | sagu “西米椰子” |

| 龈后音      | 龈后音        |
| ----------- | ------------- |
| 词首        | 词中          |
| ceru “味道” | inchidu “满”  |
| jeru “”女婿 | jinjibri “姜” |

擦音只在词中有对立。没有真正的清浊最小对立，/v/极罕见且分布受限，词首的/z/已废弃不用。
| /f/ vs /s/   | /f/ vs /s/  |  | /f/ vs /z/  |  | /f/ vs /s/    |
| 词首         | 词中        |  | 词中        |  | 词中          |
| fai “假装做” | kofi “咖啡” |  | bafa “蒸汽” |  | bafu “呼吸”   |
| sai “出去”   | kosi “踢”   |  | baza “倾倒” |  | basu “在……下” |

鼻音不出现在辅音前，词尾的相同环境中未发现对立。词首只有/m/、/n/、/ɲ/对立，而所有鼻音/m、n、ɲ、ŋ/都只在词中有对立。闪音及边流音在所有位置都对立。

### 元音
|          | 展唇   | 展唇   | 圆唇   |
|          | 前元音 | 央元音 | 后元音 |
| -------- | ------ | ------ | ------ |
| 闭元音   | i      |        | u      |
| 半闭元音 | e      | ə      | o      |
| 半开元音 | ɛ      | (ë)    | ɔ      |
| 开元音   |        | a      |        |

1. ↑  克里斯坦语元音系统与标准马来语都将[ə]作为/a/与/ə/的实现(Onn 1980:21)。
2. 1 2  [ɛ]与[ɔ]两个音素的音位性有争议，Hancock (1973:25)[24]对克里斯坦语元音系统的描述中，它们分别被分析为/e/和/o/的变体。[e]、[ɛ]及[o]、[ɔ]只在词中部分环境下对立。[5]
3. ↑  [ë]罕见，分布受限。常见于马来语、英语、荷兰语借词。

|        | 展唇   | 展唇   | 圆唇   |
|        | 前元音 | 央元音 | 后元音 |
| ------ | ------ | ------ | ------ |
| 闭元音 | i      |        | u      |
| 中元音 | e      | ə      | o      |
| 开元音 |        | a      |        |

克里斯坦语元音音素也与标准马来语元音音素很相似，可见上表。
|     |      | 拼写             | 例子               |
| --- | ---- | ---------------- | ------------------ |
| 1.  | [au] | aw               | paw “棍”           |
| 2.  | [ai] | ay               | pay “父”           |
| 2.  | [ai] | ai               | raina “女皇”       |
| 3.  | [eu] | e̹w               | se̹w “天”           |
| 3.  | [eu] | ew               | pew “脚”           |
| 4.  | [oi] | o̹y               | no̹yba “女朋友”     |
| 4.  | [oi] | oy               | noybu “男朋友”     |
| 5.  | [io] | yo               | byola “小提琴”     |
| 6.  | [ui] | uy               | ruybu “鳊鱼”       |
| 6.  | [ui] | wi               | mwi “磨碎”         |
| 7.  | [iu] | iw               | friw “冷”          |
| 7.  | [iu] | yu               | syumi “嫉妒”       |
| 8.  | [ua] | wa               | rakwa “转移、转换” |
| 8.  | [ua] | ua               | cua “雨”           |
| 9.  | [ia] | ya               | pyang “陀螺”       |
| 9.  | [ia] | ia               | dia “一天”         |
| 10. | [ue] | we               | dwenti “病”        |
| 10. | [ue] | we̹“食道”"gullet" |                    |

#### 双元音与元音配列
当一个元音与/i/或/u/共现于同一个音节时，就形成双元音。这时/i/和/u/就分别变为半元音或介音[j]、[w]。
Baxter (1988)共总结出10种词中双元音。其中3个（/ai/，如rainya“女皇”、/ua/，如chua“雨”、/ia/，如dia“一天”）也可能间断，分成两个音节。
双元音数量相对较多，这也与马来语形成鲜明对比，后者的本土词汇中只有三个得到描述的双元音：
1. /ai̯/: kedai“商店”
2. /au̯/: kerbau“水牛”
3. /oi̯/: dodoi“摇篮曲”

这些双元音也显示出与克里斯坦语[ai]、[au]、[oi]的平行相似处。
葡萄牙语双元音[oj]（古音[ou]）在葡萄牙语借词中常缩减为[o]，如：
- 葡萄牙语 dois/dous → 克里斯坦语 dos“2”
- 葡萄牙语 à noite/à noute → 克里斯坦语 anoti/anuti “今夜”

克里斯坦语双元音序列依其重音位置而有区别。例如/au/的重音在前，/io/的重音在后。

### 重音及韵律
克里斯坦语是一种音节等时性语言（且不同于马来语的音节韵律）。
据Baxter (2004)，克里斯坦语中大多数多音节词可基于重音位置分为两类。
规则A
大多数以元音结尾的词的重音落在倒数第二个音节。
- kaza “房”
- nomi “名”
- rayu “危险”
- apoyu “支持”
- kumeria “食物”
- rua “街道”

规则B
大多数以辅音结尾的词的重音落在最后一个音节。
- landes “荷兰”
- natal “圣诞”

但克里斯坦语重音模式并不完全可以预测，也有许多词是例外。 
规则A的例外
动词常以重读元音结尾（kumi“吃”）这会带来词义词性上的差别（如kaza“房”与kaza“结婚”）。
部分元音结尾的词的重音也会在倒数第三音节，如familia“家庭”、animu“英勇”
规则B的例外
部分辅音结尾的词的重音落在倒数第二音节上，如okel“眼镜”、nobas“新闻”
克利斯坦语还有重音转移的特点：许多动词在下一个词的重读音节后面时，特别是在快速说话时，重音倾向于从最后一个音节转移到倒数第二个音节。

## 语法
克里斯坦语语法结构与马来语大致相同，其中最典型的是动词。葡萄牙语动词主要用屈折变化或后缀来改变时态、人称和数，而马来语则不改变动词本身。克里斯坦语则利用前缀表示时态，且不在动词形式中暗示主语的人称或数。这一角度说，克里斯坦语语法与马来语更像。

### 句法
克里斯坦语简单句为主动宾语序。直接人称宾语、间接宾语由前置介词ku标记。同一介词也用于标记间接宾语。不及物从句中，有标间接宾语可能接在直接宾语前面，特别是当前者为代词时。非核心论元一般位于句子两端，如例1所示：
- Amiang Diego lo dá ku bos aké doi na butika
- 明天 Diego FUT 给 DAT 2SG 那 钱 LOC 商店
- 明天，Diego会在商店给你那钱。

遭受被动（Adversity Passive）指关于发生在某事物上的负面情况的讨论，且其中负面情况的营造者未被提及。马来语中以kena表示，克里斯坦语则以tokah表示。
| 马来语口语      | 克里斯坦语       | 汉语     |
| --------------- | ---------------- | -------- |
| Ikan kena makan | Pesi tokah kumih | 鱼被吃了 |

对于复杂的句子，短语和从句由协调连词ku“与”、kě“或”、mas“但”连接。宾语从句以ki为引导词的情况十分罕见，仅见于传统的正式场合，如婚礼致辞。表达名词从属关系最常用的方法是无连词并列，如例2、3：
- Nus pidi ki tudu bolotu podi kumí sabrozu
- 1PL 要求 COMP 全 3PL 能 吃 好吃、满意
- 我们要求你们都能吃得满意。

- Yo ja skribé ku eli Ø John ja kazá.
- 1SG PFV 写 ACC 3SG Ø John PFV 结婚
- 我写信给他说约翰已经结婚了。

状语从句由antis di“在……之前”、kiora“当……时”、chuma“像……”、kantu“若……”、padi“为了……”、kauzu ki“因为……”、kifoi“因为……”等词引导。也可以用没有连接词的副词表示。
关系从句由ki“谁、什么”（keng“谁”极少见）引导，也常出现代词引导词，见例4、5：
- Tantu yo sa kambra kambradu ki ja bai skola pun.
- 许多 1SG GEN 朋友 朋友  REL PFV 去 学校 也
- 我的许多朋友也去了学校。

- Jenti prenya eli parí muré ja fiká pontianak.
- 人 怀孕 3SG 出生 死 PFV 成为 吸血鬼
- 一个死于分娩的孕妇会变成一个吸血鬼。

克里斯坦语中，名词短语(NP)可作为动词的主宾语、关系词的宾语或作为谓语出现。
克里斯坦语有五种置于名词前的限定词：
限定词：
- kada kaza
- 每个 房子
- 每个房子。

数词：
- dos prau
- 二 船
- 两条船。

疑问限定词：
- kí redi ?
- REL 网
- 哪张网？

定冠词：
- aké albi
- DEM tree
- 那棵树。

指示词isi及ake(li)“那”在名词前，表示距离的对比。
领属NP + sa：
- eli sa irmáng femi
- 3S G 亲属 女性
- 他的妹妹。

领属定语在名词前，由领属者（名词或代词）+属格标记sa（或sě）。
在平等比较结构中，形容词以iguál“相等，相当”标记，被比较词以ku“与”标记：
- John iguál grandi ku Peter.
- John 相等 大 与 Peter
- John和Peter一样大。

在不等比较结构中，形容词以más“更多”标记，被比较词以di“……的”标记：
- Eli más altu di Pio.
- 3SG 更 高 的 Pio
- 他比Pio高。

最高级比较由不等比较词加上被比较标记组成。
- Maria más altu di tudu mbes aké femi femi.
- Maria 更 高 的 全 一旦 DEM 女性 女性
- Maria是女孩中最高的。

只有一组人称代词能做所有主语。3SG和3PL代词只指动物，主要是指人类。
|     | 主语   | 宾语   | 独立代词 | 领属定语    |
| --- | ------ | ------ | -------- | ----------- |
| 1SG | yo     | yo     | yo       | yo + sa     |
| 2SG | bos    | bos    | bos      | bos + sa    |
| 3SG | eli    | eli    | eli      | eli + sa    |
| 1PL | nus    | nus    | nus      | nus + sa    |
| 2PL | bolotu | bolotu | bolotu   | bolotu + sa |
| 3PL | olotu  | olotu  | olotu    | olotu + sa  |

### 词法
马来语和克里斯坦语的复数化也与马来语的相似。例如，英语和葡萄牙语中，都是在名词后直接加–s，而克里斯坦语和马来语中，则是直接将整个词重复，如克里斯坦语gatu-gatu、马来语kucing-kucing。重复不只是名词的特征，也是形容词、副词和动词的特征。形容词和副词的重复表示程度加强：kěni~kěninu“非常小”、belu belu“非常老”、sedu sedu“非常早”。另一方面，疑问代词的重复表示非限定：keng keng（“谁谁”）“无论谁”ki ki（“什么什么”）“无论什么”。数词的重复，如dos“2”、tres“3”分别表示“成对的东西”和“成三个的东西”。
名词重复可以表示复数，通常涉及部分重复：krenkrensa（=krensa+krensa）“孩子们”、femfemi（=femi+femi）“女人”。宾语位置非特指的名词重复可能产生“各种”或“许多”的意思：
- Yo sa sogru gadrá pastu pastu
- 1SG GEN 岳父 养 鸟 鸟
- 我岳父养了很多鸟。

如果没有复数，上面的句子将会简单地表达复数“许多鸟”。
动词时态常用以下并列词：过去时用jah（来自葡萄牙语já“已经”，或马来语dah<sudah的变形，也是“已经”；现在进行时用ta（来自está“是”），将来时用logu或lo（来自logo“快了”）。这些简化形式分别对应马来语的sudah、sedang、akan。
| 汉语      | 葡萄牙语   | 马来语           | 克里斯坦语    |
| --------- | ---------- | ---------------- | ------------- |
| 我吃      | Eu como    | Saya makan       | Yo kumih      |
| 我吃了/过 | Eu comi    | Saya sudah makan | Yo ja kumih   |
| 我会吃    | Eu comerei | Saya akan makan  | Yo logu kumih |
| 他吃      | Ele come   | Dia makan        | Eli kumih     |

克里斯坦语有两个体标记（ja“完成体”、ta“未完成体”）、一个将来时标记（lo(gu)）及一个零标记。
下表总结了这些标记的功能：
|        | 情状体     | 时/体                   | 语态     |
| ------ | ---------- | ----------------------- | -------- |
| Ø      | 动态       | 惯常过去/现在（完成体） | 未完成体 |
|        | 静态-1或-2 | 过去/现在               |          |
| ja     | 动态       | 完成体                  |          |
| ta     | 动态       | 未完成过去/现在         |          |
|        | 静态-2     | 未完成过去/现在         |          |
| lo(gu) | 动态       | 将来惯常现在/过去       | 条件     |
|        | 静态-1或-2 | 将来                    |          |

例15展示了过去或现在惯常动态动词的零标记：
- Yo sa pai Ø fai sibrisu na municipal.
- 1SG GEN 父 Ø 做 工作 LOC 市政
- 我父亲（曾）在市政府有份工作。

例16则展示完成体动态动词的ja标记：
- Eli ja bai mar (onti anoti).
- 3SG PFV 去 海 昨 晚
- 他（昨晚）去钓鱼了。

ta标记与动态动词一起出现于过去或现在时，可为进行时（例17）或反复体（例18）：
- Diego ta les buku.
- Diego IPFV 读 书
- Diego正/曾在读一本书。

- Eli ta fai sibrisu na Singaporura.
- 3SG IPFV do work LOC Singapore
- 他正/曾在新加坡工作。

lo(go)标记表示未来或条件，如例19、20：
- Amiang out dia, eli logu bai mar.
- 明天 另 一天 3SG FUT 去 海
- 后天他会去钓鱼。

- Kanti yo teng doi, yo lo kompra kareta.
- 如果 1SG 有 钱 1SG FUT 买 车
- 如果我有（过）钱我就去买车了。

[时体气]](TAM)标记通常不共现。结合的标记非常罕见，第一个组分带修饰意味。因此，若ja与未完成体标记ta结合，则ja就有“已经”的意味：
- Kora yo ja chegá eli ja ta kumí
- 当 1SG PFV 到 3SG 已经 IPFV 吃
- 我到了时，他已经在吃了。

## 克里斯坦语语例

### 数词
克里斯坦语数词大都受罗曼语族语言葡萄牙语的影响。克里斯坦语数词不分性。
| 汉语 | 克里斯坦语 | 葡萄牙语               | 马来语   |
| ---- | ---------- | ---------------------- | -------- |
| 1    | ungua/ngua | um （阳）/ uma（阴）   | satu     |
| 2    | dos        | dois（阳）/ duas（阴） | dua      |
| 3    | tres       | três                   | tiga     |
| 4    | katru      | quatro                 | empat    |
| 5    | singku     | cinco                  | lima     |
| 6    | sez        | seis                   | enam     |
| 7    | seti       | sete                   | tujuh    |
| 8    | oitu       | oito                   | lapan    |
| 9    | nubi       | nove                   | sembilan |
| 10   | des        | dez                    | sepuluh  |

### 代词
| 汉语     | 克里斯坦语      | 葡萄牙语       | 马来语                        |
| -------- | --------------- | -------------- | ----------------------------- |
| 我       | yo              | eu             | saya （正式）/ aku （不正式） |
| 你       | bos             | vós            | Awak/Kamu                     |
| 你们     | bolotudu/bolotu | vós todos      | Awak semua/Kamu semua         |
| 我们     | nus             | nós            | kami                          |
| 他/她/它 | eli             | ele, ela, isto | dia                           |
| 他们     | olotu           | eles           | mereka                        |

### 常用短语
| 汉语           | 克里斯坦语      | 葡萄牙语                              | 马来语                   |
| -------------- | --------------- | ------------------------------------- | ------------------------ |
| 谢谢你         | Mutu Merseh     | Muitas mercês                         | Terima Kasih             |
| 你好吗？       | Teng Bong?      | Estás bom?/Têm bom?                   | Awak apa khabar?         |
| 你叫什么名字？ | Ki bos sa numi? | Qual é o seu nome?/Qual é o seu nome? | Siapa nama awak?         |
| 早安           | Bong Pamiang    | Boa Manhã                             | Selamat Pagi             |
| 下午好         | Bong Midia      | Bom Meio-dia                          | Selamat Petang           |
| 晚上好         | Bong Atadi      | Boa Tarde                             | Selamat Malam            |
| 晚安           | Bong Anuti      | Boa Noite                             | Selamat Malam/Tidur      |
| 母亲           | mai             | mãe                                   | Emak/Ibu/Bonda/Ummi/Mama |
| 父亲           | pai             | pai                                   | Bapa/Ayah/Abah/Abi       |
| 妻子           | muleh           | mulher                                | Isteri                   |
| 丈夫           | maridu          | marido                                | Suami                    |
| 老年女性       | bela            | velha                                 | Wanita Tua               |
| 老年男性       | belu            | velho                                 | Lelaki Tua               |
| 小的那个       | Quenino/Keninu  | Pequenino                             | Si Kecil                 |
| 口             | boka            | boca                                  | Mulut                    |
| 胖             | godru           | gordo                                 | Gemuk                    |
| 美             | bonitu          | bonito                                | Cantik                   |
| 派对           | festa           | festa                                 | Pesta                    |
| 对             | seng            | sim                                   | Ya                       |
| 不             | ngka            | não                                   | Tidak                    |
| 谁             | keng            | quem                                  | Siapa                    |
| 什么           | ki              | que                                   | Apa                      |
| 何时           | kiora           | quando ("que hora")                   | Bila                     |
| 哪里           | ondi            | onde                                  | Mana                     |
| 为什么         | kifoi           | porque ("que foi")                    | Mengapa                  |
| 如何           | klai            | como ("que ha")                       | Bagaimana                |

### 马六甲之诗
Keng teng fortuna fikah na Malaka,
Nang kereh partih bai otru tera.
Pra ki tudu jenti teng amizadi,
Kontu partih logu fikah saudadi.
Oh Malaka, tera di San Francisku,
Nteh otru tera ki yo kereh.
Oh Malaka undi teng sempri fresku,
Yo kereh fikah ateh mureh.
葡萄牙语：
Quem tem fortuna fica em Malaca,
Não quer partir para outra terra.
Por aqui toda a gente tem amizade,
Quando tu partes logo fica a saudade.
Ó Malaca, terra de São Francisco,
Não tem outra terra que eu queira.
Ó Malaca, onde tem sempre frescura,
Eu quero ficar até morrer.
马来语：
Siapa beruntung tinggal di Melaka,
Tidak mahu ke tanah berbeza.
Di sini semua bersahabat,
Bila seorang pergi terasa rindu.
Oh Melaka, tanah Saint Francis,
Tiada tanah lain yang ku mahu.
Oh Melaka, dimana adanya kesegaran,
Aku mahu tinggal di sini hingga ke akhir nyawa.
汉语：
幸运的人留在马六甲。
不想去别的地方。
在这里，每个人都有友谊。
当一个人离开，很快就会被萨乌达德缠上。
哦，马六甲，圣弗朗西斯的土地。
没有其他的土地是我想要的。
哦，马六甲，那里永远有新鲜感。
我想留在这里，直到我死去。